# Sergijevci
Sergijevci (lat. gens Sergia), jedna od najstarijih rimskih patricijskih obitelji koja vuče podrijetlo od Trojanaca i Albanaca. Začetnikom svoje loze smatrali su Sergesta, vjernog Enejinog druga, kojeg spominje Vergilije na više mjesta u Eneidi (Sergestusque, domus tenet a quo Sergia nomen).
Slavni romanist Theodor Mommsen uvrstio je gens Sergia među najstarije rimske obitelji, a također se nalaze među stotinu izvornih rodova (lat. gentes originariae) koje navodi povjesničar Tit Livije. Konačno, ime Sergijevaca spominje se još od arhajskog doba prema istoimenom teritorijalnom plemenu Sergia, koje se nalazilo na mjestu sabinskog i marsijskog teritorija, te pelignijskih centara Corfinija i Sulmone, a u Umbriji na području Assisija.
Sergijevci su bili protagonisti rimske povijesti, te su dobivali najvažnije magistrature tijekom Republike, obnašavši konzulat 12 puta.
Sergijevci su nosili prezimena (lat. cognomina) Katilina (Catilina), Eskvilin (Esquilinus), Fidenat (Fidenas), Orata (Orata), Paul (Paulus), Plank (Plancus) i Silo (Silus). Silo je jedini cognomen koji se pojavljuje na kovanicama.
Obitelj se dijelila u nekoliko ogranaka među kojima su značajni Katilina, Fidenat i Sifo.
Među najvažnijim ličnostima iz roda Sergijevaca bili su:
- Lucije Sergije Fidenat, prvi član gensa koji je obnašao dužnost konzula 437. pr. Kr., vodio rat protiv Fidenata po kojima je dobio cognomen.
- Manije Sergije, vojni tribun s konzularnom moći 404. i 402. pr. Kr. tijekom opsade Veja.
- Sergije Sifo, Katilinin pradjed, sudjelovao u Hanibalskom ratu gdje je stekao slavu postavši pretorom 197. pr. Kr.
- Lucije Sergije Katilina, političar, povijesno najpoznatiji član roda Sergijevaca; bio je Sulin legat 82. pr. Kr., više puta kandidat za konzula, poražen od Cicerona; pokušao osvojiti vlast vojnim ustankom; poznat po Katilininoj uroti koja je ipak razotkrivena; naposljetku ga je 62. pr. Kr. kod Pistoie porazio i ubio konzul Antonije.

## Praenomina
Uobičajena praenomina koja su koristili članovi ovog gensa u antičkim vremenima bili su Gaj (Gaius), Gnej (Gnaeus), Lucije (Lucius), Manije (Manius) i Marko (Marcus).
U modernim vremenima najuobičajenija praenomina bili su Lucije (Lucius) i Marko (Marcus). Sergijevci u modernim vremenima nisu koristili praenomina Publije (Publius), Seksto (Sextus), Decim (Decimus), Gnej (Gnaeus), Spurije (Spurius), Manije (Manius), Apije (Appius) i Vibije (Vibius).

## Više informacija
- Gentes originariae
- Osnutak Rima
- Katilina
- Rimska imena